# Postfaktizität
Als Postfaktizität oder postfaktische Politik wird ein politisches Denken und Handeln bezeichnet, für das Fakten irrelevant sind. Der emotionale Effekt einer Aussage vor allem auf die eigene Zielgruppe gilt dabei als wichtiger als ihr Wahrheitsgehalt. Zu den Mitteln dieser Politik gehören offensichtliche Lügen ebenso wie die Flutung des Diskursraums mit irrelevanten Fakten zur Ablenkung vom Wesentlichen.
Das Kommunikationsideal der Aufklärung fordert nach dem Philosophen und Soziologen Habermas für einen sachlichen und ethischen Ansprüchen genügenden Diskurs Argumente, darunter vor allem auch belegbare Fakten: Validierungsfähigkeit als Teil der Diskursivität. In einem so genannten postfaktischen Meinungsstreit werden hingegen Tatsachen abgestritten, von ihnen abgelenkt oder ihr Sachgehalt verwässert, ohne dass dies entscheidende Relevanz für das Zielpublikum hätte. Entscheidend für die von postfaktischer Politik angesprochene Zielgruppe ist, ob die angebotenen Erklärungsmodelle eine Nähe zu deren Gefühlswelt haben.
Kritiker des Begriffs „postfaktisch“ argumentieren, dass auch er selbst zur Emotionalisierung eingesetzt werden könne. Das bezeichnete Phänomen sei nicht neu oder typisch für die Gegenwart. Die in Weltanschauungen und unterschiedlichen Interessen begründeten politischen Meinungen seien niemals an reinen Fakten orientiert, sondern immer und unvermeidlich perspektivische Wahrnehmungen von Sachverhalten, die dem eigenen Wertesystem entsprechend eingeordnet und bewertet würden. Das Schlagwort postfaktisch sei polemisch und gründe in einem naiven Realismus.

## Begriffsgeschichte

### Deutschsprachiger Raum
Im Deutschen hat sich die Formulierung postfaktisch für die englischen Begriffe post-truth und post-fact(ual) eingebürgert. Besonders häufig gebraucht wurde der Begriff während des Brexit-Referendums 2016 in Großbritannien und des US-Präsidentschafts-Wahlkampfs 2016.
Im September 2016 benutzte Angela Merkel in einer Rede das Adjektiv postfaktisch. Im Oktober 2016 bezog sie es auf den Erfolg der AfD im Berliner Abgeordnetenhaus. In der darauffolgenden Rezeption des Wortes durch die Medien wurde die breite Öffentlichkeit auf die bis dahin in Deutschland wenig bekannte Vokabel aufmerksam. Im Jahre 2016 wurde postfaktisch durch die GfdS zum Wort des Jahres gewählt.

### USA
In den Vereinigten Staaten von Amerika (USA) gibt es eine Traditionslinie der sozialpsychologischen Forschung zum Lügen. Wichtige Pionierarbeiten stammen von Bella DePaolo, die sich mit diesem Thema bereits seit Ende der 1970er Jahre beschäftigt. 1990 veröffentlichten Noelie Rodriguez und Alan Ryave ihre Studie Telling lies in everyday life, in der sie aufwiesen, dass alle Menschen in ganz alltäglichen Situationen ständig schwindeln, ohne sich deshalb unwohl zu fühlen. Dem wachsenden Interesse der Öffentlichkeit am Lügen-Thema entsprechend, folgte die Sachbuchliteratur. 2001 publizierte Jeremy Campbell eine Kulturgeschichte des Lügens: The liar’s tale: a history of falsehood.
Zu den ersten Autoren, die den Terminus post-factual („post-faktisch“) verwendet haben, zählt Carl Bybee, Kommunikationswissenschaftler an der University of Oregon. Bybee veröffentlichte 1999 einen Artikel Can Democracy Survive in the Post-Factual Age?, in dem es um die Lippmann-Dewey-Debatte ging. Die Debatte thematisierte ab 1922, welche Rolle der Journalismus in einer Demokratie hat, und so auch die Frage, wie viel politische Verantwortung einer Wählerschaft zuzutrauen sei, die aufgrund mangelnder Bildung für die Suggestionen ihrer politischen Führer mehr als anfällig ist.
Im Januar 2004 erschien The Cheating Culture von David Callahan, der die Ansicht vertrat, in den zwei vorausgehenden Jahrzehnten hätten Unaufrichtigkeit und Betrug unter einem vom Neoliberalismus erzeugten, wachsenden wirtschaftlichen Druck auch unter Durchschnittsmenschen dramatisch zugenommen. Im September desselben Jahres folgte The Post-Truth Era („Das Zeitalter nach der Wahrheit“) von Ralph Keyes, der ebenfalls behauptete, dass das Lügen in allen Lebensbereichen stark zugenommen habe, während die soziale Kontrolle, die Lügen früher wirkungsvoll eingedämmt habe, mehr und mehr versage. Die idiomatische Wendung „post-truth“ nahm von hier einen steilen Aufstieg. Die Redaktion des Oxford English Dictionary wählte die Wendung 2016 zu ihrem „Wort des Jahres“.
Der Fernsehsatiriker Stephen Colbert führte in den gesellschaftlichen Diskurs rund ums Lügen im Oktober 2005 seine Wortschöpfung truthiness ein. Der Ausdruck spielt mit den Mitteln der englischen Sprache und ist daher nicht ins Deutsche übersetzbar. Colbert bezeichnete damit ironisch den Wesenszug einer Aussage, die stark an vorgefasste Überzeugungen appelliert und sich darum so wahr „anfühlt“, dass man auf die Prüfung ihres tatsächlichen Wahrheitsgehaltes gern verzichtet. Die American Dialect Society wählte truthiness noch im selben Jahr zu ihrem „Wort des Jahres.“

## Einordnungen und Erklärungsansätze
Seit etwa 2012 haben viele Autoren zu erklären versucht, was Politiker wie z. B. Donald Trump bewegt, leicht durchschaubare Unwahrheiten in großer Menge öffentlich zu äußern.

### Politik als „Produkt“
Im Jahr 2013 identifizierte der deutsche Journalist Thomas Assheuer in einem Artikel in Die Zeit Elemente der sogenannten Post-Politik (entpolitisierte Form der Politik) in den Wahlkampfaussagen der politischen Parteien. Kontroversen um Ideen und Gesellschaftsentwürfe würden nicht mehr stattfinden, die Politik würde nur noch als „Produkt“ beworben. Er übersetzte „post-truth politics“ mit „Postpolitik“ und „Postdemokratie“. Im September 2016 sieht der Zeit-Autor Alard von Kittlitz eine Verschiebung der deutschen Politik in Richtung post-truth. Er beschreibt die originäre politische Debatte als eine Auseinandersetzung, in der um Handlungsalternativen auf Basis von Fakten gerungen wird, nicht aber um unzweifelhafte Fakten selbst, und schlägt eine Rückkehr zu einer strikten Trennung von unzweifelhaften Fakten und politischer Argumentation vor.

### Nicht Lüge, sondern Bullshit
Im Magazin The New Republic urteilte Jeet Heer 2015, Trump sei gar kein Lügner, sondern vielmehr ein Bullshit-Künstler. Der Philosoph Harry Frankfurt (Princeton University) hatte erstmals 1986 und erneut 2005 ein viel beachtetes kleines Werk On Bullshit veröffentlicht, in dem er Bullshit als eine Art von leerem Gerede beschrieb, das durch völlige Gleichgültigkeit gegenüber dem Wahrheitsgehalt gekennzeichnet sei und das ausschließlich erfolge, um seinem Urheber Prestige zu verleihen. Trump hat gelegentlich argumentiert, dass sich in manchen Punkten, in denen er die Wahrheit sagt, keine Beweise heranschaffen lassen. So wies er in einem Fall etwa Einschätzungen von Historikern zurück, weil diese bei dem strittigen geschichtlichen Ereignis ja kaum persönlich zugegen gewesen seien. Heer sieht bei Trump ein fundamentales Desinteresse an Faktenprüfung ebenso wie an Wahrheit: „Das bringt uns in eine Post-Truth-Welt, wo Trumps Aussagen nicht geprüft werden können, und wo wir das Walten seines selbsternannten ‚großartigsten Gedächtnisses der Welt’ einfach akzeptieren müssen. In der Tat, Trump will uns in ein Land führen, in der Subjektivität alles ist, wo die Wirklichkeit schlicht das ist, was er sagt.“
Auch Frankfurt selbst hat sich 2016 in diesem Sinne noch einmal in direktem Bezug auf Trump geäußert. Jason Stanley kritisierte diese Deutung anschließend als grobe Verharmlosung.

### Emotionalisierung des politischen Diskurses
Der Economist schrieb im September 2016, dass die gezielte politische Lüge nicht der zentrale Punkt postfaktischer Politik sei. Der Gebrauch einer politischen Lüge schließe die Tatsache ein, dass es eine Wahrheit gebe und dass der Lügner sie kenne. Beweise, Widerspruchsfreiheit und die Wissenschaft seien eine politische Macht in einem normalen politischen Diskurs. Inzwischen würden diese Kategorien jedoch eine zunehmende Anzahl Menschen im öffentlichen Diskurs nicht mehr interessieren. Es gebe eine Verschiebung hin zu einem Verständnis von Politik, bei welchem Gefühle Fakten übertrumpfen. Wenn die Distanz zwischen dem, was sich wahr anfühle, und dem, was wahr sei, zu groß werde, werde diese Distanz zudem häufig der Einfachheit halber mit einer Verschwörungstheorie überbrückt. In einigen Fällen führe die Konfrontation mit den Fakten paradoxerweise dazu, dass das Festhalten an der fehlerhaften Aussage sogar bestärkt werde (siehe auch Bestätigungsfehler). Ähnlich argumentiert der britische Journalist Matthew d’Ancona: Neu sei nicht die Tatsache, dass Politiker öffentlich die Unwahrheit sagen, sondern vielmehr die Reaktion breiter Teile der Öffentlichkeit darauf: „Aus Empörung wird Gleichgültigkeit und schließlich Komplizenschaft. Wir erwarten von unseren Vertretern gar nicht mehr, dass sie die Wahrheit sagen“. Viel wichtiger sei in der heutigen Politik die emotionale Verbindung zwischen Politik und Wählerschaft. Wähler seien bereit, bewusst Unwahrheiten zu unterstützen, wenn sie sich dadurch zumindest zeitenweise besser fühlen könnten. So erklärte der amerikanische Filmemacher Michael Moore vor der US-Präsidentschaftswahl 2016, er halte einen Sieg Trumps für wahrscheinlich, da Trump genau diese emotionale Verbindung mit jenen Wählern schaffe, die dem politischen Establishment „den Stinkefinger zeigen“ wollten. Dabei sei den meisten dieser Menschen bewusst, dass Trump häufig die Unwahrheit sage und ihre ökonomische Lage nicht verbessern werde, aber „es wird sich gut anfühlen. Für einen Tag, oder eine Woche. Vielleicht sogar einen Monat“.

### Effekt der veränderten Medienlandschaft
Viele Kommentatoren attestieren einen gefühlten Verlust der Glaubwürdigkeit der Medienberichterstattung und stellen gleichzeitig fest, dass inzwischen zahlreiche Menschen zunehmend einseitige und falsche Informationen aus den sozialen Medien aufgreifen. Ursächlich für die Einseitigkeit seien zum Teil sogenannte Filterblasen, welche durch die Algorithmen von Google, Facebook und Twitter zu erklären sind. Auffallend sei auch, dass Menschen sich nur mit Gleichgesinnten in den sozialen Netzwerken umgeben und so durch einen Echokammer-Effekt auch immer wieder in ihrer Wahrnehmung der Welt bestärkt werden. Ferner könnten Falschmeldungen sich im Netz sehr schnell verbreiten, zur Meinungsbildung beitragen und blieben oft ohne Aufklärung. Einige Unternehmen haben sich aus kommerziellen Gründen auf die Verbreitung von Falschmeldungen spezialisiert. Falschmeldungen werden mit Werbung gemischt und durch den massenhaften Abruf hohe Umsätze erzielt. Den etablierten Medien, die sich bestimmten journalistischen Qualitätsstandards verpflichtet fühlten, kam bislang eine gewisse Torwächterfunktion dabei zu, welche Informationen und Meinungen massenhaft verbreitet wurden und welche nicht. Durch das Internet und die sozialen Medien können nun alle Rezipienten zugleich Produzenten von Medieninhalten sein. Das wurde zunächst als Demokratisierung des medialen Marktes begrüßt, doch ging damit auch eine deutliche Zunahme von Gerüchten, Falschmeldungen und Verschwörungstheorien einher. Deren zumeist geringe Komplexität und hohe Emotionalität seien im medialen Markt, in dem Aufmerksamkeit ein knappes Gut sei, von Vorteil und motivierten zum Handeln: zum Teilen, Liken oder Retweeten, das heißt zur Weiterverbreitung des Medieninhalts.

### Gezielte Manipulation durch Interessengruppen
Der Autor Christian Schwägerl beschreibt in einem Artikel für das Magazin Yale Environment 360 die Angriffe auf die Wissenschaft als globale, ansteckende Krankheit, die von den Akteuren postfaktischer Politik ausgehe:

“There are […] examples in both Europe and the U.S. of how a wave of ‘post-fact’ politics is endangering science-driven progress.”

„Es gibt […] Beispiele in Europa und den USA, wie eine Welle der postfaktischen Politik den wissenschaftlich fundierten Fortschritt gefährdet.“

Als Beispiele führt er die Klimawandelleugnung und die Verweigerung einer evidenzbasierten gemeinsamen Fischereipolitik in der EU durch britische Politiker an. Evidenzbasiert bedeutet, dass Entscheidungen durch den gewissenhaften, ausdrücklichen und umsichtigen Gebrauch der aktuell am besten fundierten wissenschaftlichen Erkenntnisse getroffen werden. Wenn die Bewegung des postfaktischen Denkens gewinne, dann werde die Welt einer rein ideologisch bestimmten Zukunft entgegensehen, so Schwägerl.
Dieser Erklärungsansatz wird auch von wissenschaftlichen Forschungen gestützt. So argumentieren Lewandowsky et al., postfaktische Falschinformationen würden „als Nebelschleier konstruiert und genutzt um die Aufmerksamkeit von strategischen politischen Maßnahmen und Herausforderungen abzulenken“. Postfaktische Politik könne damit analog zur Leugnung des Klimawandels „als rationale Strategie identifiziert werden, die zum Verfolgen politischer Ziele angewandt wird“. Daraus folge wiederum, dass postfaktische Politik dann zum Erlöschen kommen könne, wenn ihre Effektivität nicht mehr gegeben sei.

### Angriff auf demokratische Prinzipien
Der Verfassungsrechtler Gerhard Casper verweist auf Hannah Arendt und spricht im Rahmen der Entwicklungen unter der Präsidentschaft Donald Trumps von einem grundlegenden Angriff auf die Demokratie. Das Fundament demokratischer Politik beruhe auf der Auseinandersetzung darüber, was die Fakten seien und welche Konsequenzen sie hätten. Hannah Arendt beschrieb 1971 in ihrem Essay „Lying in Politics: Reflections on The Pentagon Papers“ die „Defaktualisierung“ („defactualisation“), die u. a. den Vietnamkrieg erst ermöglichte. Laut Casper scheint Trumps Version zu sein: „Wenn ich sage, etwas ist eine Tatsache, dann ist es so.“ Und da Trump bekanntlich lüge und auch oft genug überführt worden sei, was ihn aber nicht abschrecke, attackiere er mit den Lügen das Fundament demokratischer Politik. Diese Defaktualisierung, die Verweigerung, sich über Fakten und was sie bedeuten auseinanderzusetzen, hält Casper im Augenblick für die gefährlichste Entwicklung (in der Demokratie).
Nach den dänischen Philosophen Vincent F. Hendricks und Mads Vestergaard ist eine Unterscheidung zwischen Tatsachen und Wertungen unabdingbar für eine Demokratie, da ohne sie eine Deliberation (im Sinne der Deliberativen Demokratie Joseph M. Bessettes) nicht stattfinden könne: Sachliche Informationen, auf die sich auch bei kontroversen Werthaltungen alle einigen könnten, sei „das unabdingbare Kriterium des rationalen Diskurses“. Selbst wenn man Demokratie reduzieren wollte auf ein faires Verfahren, die Volksvertreter zu wählen, bliebe man auf diese Unterscheidung angewiesen, da ohne ein Minimum an zuverlässiger und triftiger Sachinformation nicht bestimmt werden könne, ob eine Regierung leistungsfähig ist oder nicht. Wenn Tatsachen politisiert und damit dem jeweiligen Meinen überlassen würden, werde die Demokratie untergraben – nicht viel anders, als wenn umgekehrt die Sachfragen technokratisch verabsolutiert und deren unterschiedliche Bewertungsmöglichkeiten ignoriert würden.

### Entmündigung der Öffentlichkeit
Schon im Jahr 2012 hatte der Spiegel-Kolumnist Sascha Lobo das Konzept post-truth politics als eine wahrheitsunabhängige Politik umschrieben, in der Meinungen und Tatsachen verschwimmen und in der ganz nebenbei die Errungenschaften der Aufklärung auf der Strecke blieben. Er kommentierte das Phänomen: „Jeder hat das Recht auf eine eigene Meinung, aber niemand hat das Recht auf eigene Fakten.“
2017 trieb Marina Weisband diesen Gedanken in der Wochenzeitung Die Zeit voran. Ohne den Terminus „post-faktisch“ überhaupt noch zu verwenden, argumentierte sie, dass es bei Lügen wie denen von Trump gar nicht um die üblichen Täuschungen gehe, die jede Regierung verbreitet, indem sie die Wahrheit schönt: „Die besondere Qualität dieser Lüge à la Trump besteht darin, dass sie ohne jede Vorbildung, nur mit der Kraft der eigenen Wahrnehmung, von jedem durchschaut werden kann. Es ist gewissermaßen ihr Zweck, der Wahrnehmung zu widersprechen.“ Das Lügen habe gar nicht das Ziel, die Öffentlichkeit zu überzeugen. Absicht sei es vielmehr, die Öffentlichkeit so oft mit offensichtlichen Falschaussagen zu belästigen, bis diese die kognitive Dissonanz nicht mehr aushält und erschöpft einlenkt: „Steter Tropfen höhlt den Schädel. Das Ziel offensichtlicher Lügen ist der Beweis der Machtlosigkeit von Wahrheit; die Verschiebung des Diskurses, sodass alles plötzlich infrage gestellt wird.“ Die Attacke ziele damit unmittelbar gegen den selbstbestimmten Gebrauch der Wahrnehmung: des wichtigsten Instrumentes also, das die Aufklärung den Menschen gebracht habe. Ein solches System des Lügens sei auch nichts Neues, sondern ganz ähnlich beispielsweise in der früheren Sowjetunion praktiziert worden.

## Fallbeispiele

### Klimawandel
Während in der Klimaforschung seit Jahrzehnten ein klarer Konsens darüber herrscht, dass die gegenwärtige globale Erwärmung menschengemacht ist, zeigen Umfragen zur Einstellung der Bevölkerung, dass der Anteil der Klimaskeptiker in der Bevölkerung trotz steigender Evidenz zunahm. In einer Umfrage in den USA mit 1500 Befragten antworteten auf die Frage „Gibt es solide Beweise, dass die Erde sich erwärmt?“ im April 2008 noch 21 % mit „Nein“, im Oktober 2009 bereits 33 % mit „Nein“. Erst 2021 wurden wieder die höheren Zustimmungswerte von 2008 erreicht. Dennoch ist die Zahl der Klimawandelleugner nach wie vor nirgendwo so hoch wie in den Vereinigten Staaten.
Desinformationskampagnen zielen darauf ab, den Klimawandel zu leugnen. Beispielsweise wies der Strategieberater der republikanischen Partei Frank Luntz 2002 darauf hin, dass die Debatte bezüglich der globalen Erwärmung beeinflusst werden kann, indem der wissenschaftliche Konsens geleugnet wird:

“The scientific debate is closing [against those who deny the reality of climate change] but not yet closed. There is still a window of opportunity to challenge the science. […] Voters believe that there is no consensus about global warming within the scientific community. Should the public come to believe that the scientific issues are settled, their views about global warming will change accordingly.”

„Die wissenschaftliche Debatte schließt sich [gegenüber diejenigen, die die Realität des Klimawandels leugnen], aber sie ist noch nicht geschlossen. Es gibt noch eine Chance, die Wissenschaft in Frage zu stellen. […] Die Wähler glauben, dass es innerhalb der wissenschaftlichen Gemeinschaft keinen Konsens über die globale Erwärmung gibt. Sollte die Öffentlichkeit zu der Ansicht kommen, dass die wissenschaftlichen Fragen geklärt sind, dann werden sich ihre Ansichten bezüglich der globalen Erwärmung entsprechend ändern.“

Luntz empfahl daher, gezielt auf Unsicherheiten in der wissenschaftlichen Forschung und eine vermeintliche wissenschaftliche Kontroverse hinzuweisen, das angebliche Fehlen wissenschaftlicher Sicherheit zum zentralen Aspekt der politischen Debatte zu machen und vor allem den Umstand zu betonen, dass erst dann gehandelt werden dürfe, wenn alle Fakten auf dem Tisch lägen. Kernmotiv dieses Argumentationsmusters ist, dass nur garantiert gesicherte wissenschaftliche Erkenntnisse von Relevanz für die Politik sein könnten. Eine solche Annahme steht im diametralen Widerspruch zu der tatsächlichen Arbeitsweise wissenschaftlicher Forschung.

### US-Präsidentschaftswahlen 2016 und 2020
Der ehemalige Bürgermeister von New York und Unterstützer Donald Trumps, Rudy Giuliani, sagte in einer Rede am 15. August 2016, dass es in den acht Jahren, bevor Präsident Obama ins Amt kam, keine „erfolgreichen islamistischen Anschläge in den USA“ gegeben hätte. In diesem Zeitraum fanden jedoch die Terroranschläge am 11. September 2001 statt. Die Zeit kommentierte das Verhalten Giulianis wie folgt: „Jeder kann dessen Lüge mühelos durchschauen. Selbst die Leute, die ihm applaudieren, wissen im Zweifelsfalle, dass das gerade eine Lüge war. Aber es ist ihnen gleichgültig.“ Die Fakten seien offenbar für Giuliani und dessen Publikum ohne Relevanz. Für sein Publikum sei es aber offenbar „gefühlt wahr, dass seit Obama alles schlimmer geworden ist, auch der Terror.“
Die Autorin Catherine Rampell fragt in der Washington Post: „When the facts don’t matter, how can democracy survive?“ (Wenn Fakten nicht zählen, wie kann Demokratie bestehen?) und beschreibt, wie stark die unterschiedlichen Wählergruppen der US-Präsidentschaftswahl 2016 offizielle Daten nicht als Fakten anerkennen.
The Independent schreibt, dass die Wahrheit, die einmal der Goldstandard einer politischen Debatte gewesen sei, so entwertet worden sei, dass sie jetzt eine wertlose Währung sei. Die Zeitung zitiert dazu ein Beispiel: Auf einer Wahlkampfveranstaltung nahm Barack Obama einen vom Publikum angefeindeten Anhänger Donald Trumps in Schutz. Später am selben Tag sagte Trump bei einer Veranstaltung jedoch: „Sie müssen sich anschauen, was passiert ist. Obama hat so viel Zeit darauf verwendet, einen Demonstranten anzuschreien, ganz ehrlich es war eine Schande.“ Viele Amerikaner hätten sich aktiv dazu entschieden, dieser idiotischen Erfindung Trumps zu folgen, passe sie doch perfekt in die Erzählung „Obama der Tyrann“, welche die alternative Realität des Breitbart News Networks sei.
Nach dem Sieg Trumps bei der Präsidentschaftswahl in den Vereinigten Staaten 2016 sieht Adrian Daub, Associate Professor of German Studies an der Stanford University, durch den postfaktischen Politikstil Trumps Gefühle wie die Wut, das Dazugehörenwollen und die Feindschaft angesprochen. „Billiges Entertainment, taumelndes Wir-Gefühl und eine geradezu mephistophelische Lust an der Zerstörung“ trieben seine Anhänger an. Kernelemente der Aufklärung wie das Streben nach Wahrheit und universelle Werte hätten hingegen ihre Bedeutung eingebüßt. Der Philosoph Slavoj Žižek sieht ebenfalls die Wut als treibende Kraft hinter Trumps Erfolg. Er weist jedoch darauf hin, dass Trump vor allem als Anti-Establishment-Kandidat auch Unterstützer von Bernie Sanders angesprochen habe – und folglich nicht allein billiges Entertainment die treibende Kraft sei. Trump stelle zumindest einen Wandel in Aussicht, auch wenn er einen Rechtsruck verspreche und einen Verfall der öffentlichen Moral verkörpere. Die Linke sei ebenfalls nicht authentisch gewesen und müsse einen authentischen, radikalen sozialen Wandel anbieten.
Während einige Kommentatoren u. a. durch Trumps Wahlkampf ein postfaktisches Zeitalter proklamieren, werten andere Trumps Vorgehen nicht als postfaktisch, sondern sie sei als autoritäre bzw. totalitäre Propaganda zu verstehen, so etwa Jason Stanley. Erklärtes Ziel totalitärer Propaganda sei es, ein Erklärungsmodell anzubieten, das in sich konsistent und einfach zu verstehen sei, sowie die Realität zu verzerren – teilweise allein als Machtdemonstration. Diese Kraft zur offensichtlichen Verzerrung der Realität sei sowohl die größte Stärke als auch die größte Schwäche. Wichtig sei es auch heute, diese Wirkmechanismen genau zu verstehen und zu benennen.
Vom ersten bis zum letzten Tag seiner Präsidentschaft machte Trump laut einer Statistik der Washington Post genau 30.573 falsche oder irreführende Aussagen. Es begann relativ harmlos, als er kurz nach seiner Amtseinführung behauptete, bei dieser Zeremonie seien mehr Zuschauer gezählt worden als bei seinem Vorgänger Barack Obama. Mit Belegen für das Gegenteil konfrontiert, wies seine Beraterin Kellyanne Conway darauf hin, man verfüge über „alternative Fakten“. Dieser Begriff wurde in der Folge zum geflügelten Wort. Für die politische Kultur der USA weitaus schwerwiegender war Trumps bewusste Lüge am Ende seiner Amtszeit, wonach nicht sein Rivale Joe Biden, sondern in Wahrheit er die Präsidentschaftswahl von 2020 gewonnen und nur durch großangelegten Wahlbetrug verloren habe. Mit dieser Lüge verleitete er am 6. Januar 2021 Tausende wütender Anhänger zur Erstürmung des US-Kapitols. Viele Beobachter sehen in diesem Angriff einen Putschversuch.
In „Diese Wahrheiten“, einer kurz vor der Wahl Donald Trumps zum US-Präsidenten fertiggestellten und 2018 erschienenen Geschichte der Vereinigten Staaten, warf die Historikerin Jill Lepore den Konservativen in den USA vor, sie hätten auf dem Deck des Staatsschiffs „...die Schiffsplanken herausgerissen, um Freudenfeuer der Wut zu entzünden: Sie hatten den Willen des Wahlvolkes umgarnt, indem sie den Begriff der Wahrheit zerstört, den Schiffsmast zertrümmert hatten.“ Und nach dem Angriff auf das Kapitol schrieb der Historiker Timothy Snyder in einem Essay für die New York Times: „Post-Truth ist Prä-Faschismus, und Trump war unser Post-Truth-Präsident. Wenn wir die Wahrheit aufgeben, geben wir die Macht an diejenigen ab, die über den Reichtum und das Charisma verfügen, um an ihrer Stelle ein Spektakel zu schaffen. Ohne Einigkeit über einige grundlegende Fakten können die Bürger nicht die Zivilgesellschaft bilden, die es ihnen erlauben würde, sich zu verteidigen.“ Eine Quelle der Gefahr sieht er im Niedergang verlässlicher Nachrichtenmedien. Die Sozialen Medien seien dafür kein Ersatz, denn: „Sie überladen die mentalen Gewohnheiten, mit denen wir emotionale Stimulation und Trost suchen, was bedeutet, dass wir die Unterscheidung verlieren zwischen dem, was sich wahr anfühlt, und dem, was tatsächlich wahr ist.“

### Landtagswahlen 2016
Spekulative Kommunikation als Bestandteil postfaktischer Politik wurde auch in den Landtagswahlen 2016 sichtbar, denn sie fiel in die Zeit, in der mehr als 800.000 Flüchtlinge nach Deutschland kamen. In „Lügenpresse – wie die AfD verstand, die spekulative Kommunikation zu nutzen“ beschreibt Eveline Lemke auch den Grad an Selbstreflexion der Medien im Wahlkampf in Rheinland-Pfalz und bundesweit in dieser Zeit. Die spekulative Kommunikation trieb u. a. Blüten, als 12 Millionäre in einer landesweiten Plakatkampagne mit dem Slogan „Mehr Sicherheit für unsere Frauen und Töchter“ zur Wahl der AfD aufriefen und so der AfD zum Einzug in den Landtag verhalfen.
Eine Aussage von Georg Pazderski, Landesvorsitzender der AfD Berlin, wurde vom Hessischen Rundfunk als Beispiel für postfaktische Politik angeführt. Pazderski antwortete auf die Frage, warum seine Partei nie erwähne, dass 98 Prozent der Migranten in Deutschland friedlich leben: „Es geht nicht nur um die reine Statistik, sondern es geht da drum, wie das der Bürger empfindet. Das heißt also: das, was man fühlt, ist auch Realität.“ Die Süddeutsche Zeitung kommentiert: „Pazderski bestreitet die Zahl nicht, aber sie interessiert ihn auch nicht.“

### Brexit

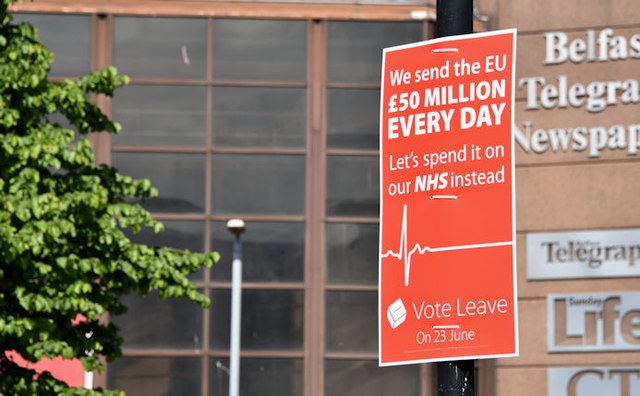
Ressentiments gegen die EU wurden durch die Brexit-Kampagne mit falschen Zahlen geschürt.

Der Ausdruck postfaktische Politik wurde oft während der Auseinandersetzung um den Brexit in Bezug auf die Brexit-Befürworter verwendet und bezog sich etwa auf die fehlerhafte Bezifferung der Kosten des Austritts. Faisal Islam, Kommentator für Sky News, nannte Michael Gove einen postfaktischen Politiker, der diese Methoden des Wahlkampfs Donald Trumps importiert habe. Besonders hob er dabei den Kommentar Goves hervor: „I think people in this country have had enough of experts“ (Ich glaube, dass die Menschen von Experten die Nase voll haben). Von Arron Banks, Gründer der Leave.EU-Kampagne, stammt das Zitat „facts don’t work […] You've got to connect with people emotionally. It’s the Trump success.“ (Fakten bringen nichts …. Du musst eine emotionale Verbindung mit den Menschen herstellen. Es ist der Trump-Erfolg.) Andrea Leadsom, ebenfalls eine Brexit-Befürworterin, wurde als postfaktische Politikerin bezeichnet, vor allem nachdem sie wahrheitswidrig behauptet hatte, Theresa May ihre Kinderlosigkeit nicht zum Vorwurf gemacht zu haben (trotz Aufzeichnungen, die belegen, dass sie gerade dies getan hatte).

## Kritik

### Politisches Framing
Die Kognitionswissenschaftlerin Elisabeth Wehling stellt in ihrer Forschungsarbeit dar, dass in der Kommunikation Begriffe immer in ein bestimmtes Deutungsgeflecht eingebettet sind. Aschot Manutscharjan fasst in einer Rezension zusammen:
Wenn es gilt, Worte oder Ideen zu begreifen, aktiviert das Gehirn einen Deutungsrahmen, so genannte Frames. (…) In den politischen Debatten sind nicht die Fakten entscheidend, sondern die gedanklichen Verbindungen, die bestimmte Begriffe im Gehirn auslösen. (…) Problematisch ist dabei, dass diese Frames immer ideologisch selektiv sind, das heißt sie heben bestimmte Fakten hervor, während andere unberücksichtigt bleiben. Immer wenn es Politikern, Medien oder der Werbung gelingt, bestimmte Frames in unseren Köpfen zu aktivieren, „leiten sie unser Denken und Handeln an und zwar ohne dass wir es merken.“
In einem Interview über Rhetorik von Rechtspopulisten, über „alternative Fakten“ und über die Sprache von Politik stellt Wehling klar, dass Fakten zentral seien, aber im politischen Streit keine Bedeutung per se hätten. Die Fakten erlangten ihre politische Bedeutung durch moralische Interpretation. Der Bürger könne nur dann mündige Entscheidungen treffen, wenn er nicht nur die Fakten kenne, sondern auch die ideologischen Unterschiede der Parteien, die ihn vertreten wollen. „post-faktisch“ hält sie für irreführend, da es die Sache auf „faktenblinde“ Bürger begrenzte. Das Problem läge aber dort, wo „prä-faktische“ politische Weltbilder nicht mehr als Legitimation der eigenen Einordnung von Fakten kommuniziert werden. „Alternative Fakten“ gäbe es nicht, sondern Trump und sein Team würden bewusst Lügen so bezeichnen, um diese als Rauchbomben und Nebelkerzen zu benutzen. Damit lenkten sie die Aufmerksamkeit von der eigentlichen Politik ab, die sie im Hintergrund machten.

### „Faktizität hatte früher größere Gültigkeit“
Wie unter anderem Bernhard Pörksen aufgewiesen hat, basiert die Rede vom „Postfaktischen“ auf der Annahme, „dass ein wie auch immer gefasster Begriff von Faktizität zu irgendeinem Zeitpunkt der Menschheitsgeschichte als selbstverständlich akzeptiertes Regulativ des sozialen Miteinanders gegolten haben könnte“.

### „Wer einmal lügt, lügt immer“
Bernhard Pörksen hat auch kritisiert, dass der Begriff nicht zur Erkenntnisgewinnung, sondern zur Abwertung von Personen benutzt werde, von denen behauptet wird, dass sie nicht nur im konkreten Fall Unrecht haben, „sondern leider grundsätzlich im Privatuniversum einer von Irrationalismen regierten Wirklichkeit“ existieren. Auf den Schimpfwortcharakter des Ausdrucks hat auch Karl-Heinz Ott hingewiesen.

### Fakten und ihre Interpretation
Die NZZ wies darauf hin, dass es in politischen und weltanschaulichen Diskursen meist gar nicht so sehr um reine Fakten gehe, sondern vielmehr um deren Interpretation. Karl-Heinz Ott schrieb, dass zwei sich über einen Fakt durchaus einig sein können (z. B. über den Anteil der Zuwanderer in einem Land), diesen Fakt aber ganz ungleich deuten und bewerten: „Schliesslich kann man denselben Sachverhalt mit ganz verschiedenen Namen benennen, was sich allein darin zeigt, dass die einen als Multikulti feiern, was die andern als Überfremdung taxieren.“ Joachim Güntner warnt darum vor einem „naiven Realismus“, der „die Fakten der politischen und sozialen Welt nur unvollständig [erfasst]. Dort regieren tatsächlich Interpretationen.“
Servan Grüninger und Michaela Egli von der NZZ meinten, dass die „Postfaktiker“ in einem Punkt recht haben: „Nackte Tatsachen sind politisch wertlos. Daten brauchen Interpretation, die Empirie die Theorie, und eine faktenorientierte Politik braucht Ziele und Werte, damit faktisches Wissen zum nützlichen Werkzeug wird.“ Postfaktisch sei demnach nicht nur Trump, sondern auch Merkel. „Hier der wissenschaftsskeptische Showman, der das Establishment in den USA durchgerüttelt hat, da die bisweilen kühl und technokratisch wirkende Physikerin mit einem gewissen Misstrauen in basisdemokratische Entscheide.“

### Inhärente Probleme des Begriffes „faktisch“
Karl-Heinz Ott analysierte überdies in der NZZ die Grenzen eines sinnvollen Gebrauchs der neuen Vokabel, die er vom englischen Begriff post-truth abgrenzt, da Wahrheit mehr als Fakten bedeute. Schon in der Aufklärung habe Diderot „Faktum“ für einen jener Begriffe, die am schwersten zu definieren seien, bezeichnet, da die einen für wahr halten, was andere als Lüge empfinden.
Ott weist außerdem auf die Interessengebundenheit der Erkenntnis hin sowie auf die Schwierigkeit, tatsächlich immer alle Auffassungen aus Tatsachen abzuleiten, wenn man nicht gerade Experte sei, und auf den Charakter des Politischen, bei dem Fakten nicht die einzige und auch nicht die entscheidende Rolle vor Interessen und Werten spielten. Für die Wahrheit sei immer ein Ideal ausschlaggebend, ein Ziel, ein die nackte Wirklichkeit übersteigender Sinn.
… auch Leute, die glauben, dass sie nur an Fakten glauben, glauben an weit mehr als nur Fakten. Sie glauben an die Wissenschaft, an technischen Fortschritt, an Statistiken oder daran, dass es keinen Gott gibt oder sonst etwas Höheres. Und damit glauben sie nicht nur an Fakten, sondern vor allem an ihr eigenes Weltbild.
Und Joachim Güntner (NZZ):
Die Rede von „postfaktischer Politik“ ist zuallererst polemisch. Sie wirft dem politischen Handeln vor, sich von Gefühlen leiten zu lassen. Sie lässt sich gegen die Hypermoral der politisch Korrekten ebenso wenden wie die Hassreden des neuen Populismus. Sie beschwört Faktengläubigkeit, indem sie bei den angeblich postfaktisch Denkenden den Mangel an Realismus beklagt. Sie übergeht, dass die Fakten, die so gern «knallhart» tun, selber Produkte von Deutungen sind.

### „Unaufhaltsamer Niedergang“
Bernhard Pörksen kritisierte weiterhin, dass das Reden von Post-Truth in Gestalt einer „resignativ-apokalyptischen Zeitdiagnostik“, einer „verbalradikale[n] Feier der eigenen Ohnmacht“ erfolge und ausblende, was sich tatsächlich tun ließe.

## Reaktionen

### Internationales und deutsches Wort des Jahres 2016
Die Redaktion des Oxford English Dictionarys, des umfangreichsten Wörterbuchs der englischen Sprache, wählte post-truth (postfaktisch) im November 2016 zum internationalen Wort des Jahres 2016. „Angetrieben von dem Aufstieg der Sozialen Medien als Nachrichtenquelle und einem wachsenden Misstrauen gegenüber Fakten, die vom Establishment angeboten werden“, habe das Konzept Verbreitung gefunden, sagte der Leiter des Verlags Casper Grathwohl.
In Deutschland wählte im Dezember 2016 die Gesellschaft für deutsche Sprache (GfdS) einstimmig „postfaktisch“ zum Wort des Jahres. Für die Entscheidung spielte nicht die Häufigkeit, sondern die „Signifikanz, Popularität und sprachliche Qualität“ die entscheidende Rolle.
Die GfdS erläuterte, „postfaktisch“ verweise darauf, „dass es in politischen und gesellschaftlichen Diskussionen heute zunehmend um Emotionen anstelle von Fakten geht“. Es handele sich um einen globalen und tiefgreifenden politischen Wandel. Immer größere Bevölkerungsschichten seien „in ihrem Widerwillen gegen ‚die da oben‘ bereit, Tatsachen zu ignorieren und sogar offensichtliche Lügen zu akzeptieren“. Als Beispiel für postfaktische Politik wird Donald Trump zitiert, der behauptet habe, Barack Obama habe die Terrororganisation „Islamischer Staat“ gegründet. Florian Klenk zitiert im Falter den Psychiater Patrick Frottier, der daher in diesem Zusammenhang den Begriff kontrafaktisch für zutreffender und „postfaktisch“ für irreführend hält.

### March for Science
Die internationale Großdemonstration March for Science warb im April 2017 für den Wert von Forschung und Wissenschaft, gegen Gebrauch und Verbreitung „alternativer Fakten“ (Fake News) und gegen die Etablierung einer „postfaktischen Ära“. Laut einer nicht-repräsentativen Erhebung des Karlsruher Instituts für Technologie (KIT) war der Protest gegen „postfaktisches Denken“ eines der Hauptmotive vieler Demonstranten in Deutschland.